# António Maria Tovar de Lemos Pereira
António Maria Tovar de Lemos Pereira GCC • GCNSC, primeiro Conde de Tovar ( — Madrid, 11 de Novembro de 1917), foi um diplomata português, embaixador e ministro plenipotenciário de Portugal, serviços nos quais desempenhou vários papeis de relevo.

## Carreira diplomática
Era filho de António Maria Tovar de Lemos e de sua mulher, Maria do Carmo de Sousa e Castro, formando-se em Direito com o grau de bacharel.
Em 1861 entrou como amanuense para o Ministério dos Negócios Estrangeiros, sendo sucessivamente adido às Legações portuguesas do Rio de Janeiro, Viena, Copenhaga, Estocolmo e Madrid. Nesta última legação exerceu pela primeira vez em 1868 a função de encarregado de Negócios. Entre 1871 e 1875 foi segundo secretário em Berlim, sendo depois transferido para Roma como encarregado de Negócios interino e depois como primeiro secretário junto da Santa Sé até 1882. regressou depois ao ministério, onde foi nomeado director dos Negócios Políticos. No mesmo ano foi nomeado ministro plenipotenciário de primeira classe no Rio de Janeiro, passando à disponibilidade em 1886. Nessa situação foi incumbido de vários serviços extraordinários em Madrid, Londres e Paris. Em 1892, já elevado ao título de conde, foi reintegrado no quadro ministerial, exercendo sucessivamente as funções de ministro plenipotenciário em São Petersburgo, Haia e Bruxelas. Em 1901 foi transferido para Madrid, aí desempenhando papel de relevo, sendo em 1906 delegado de Portugal à Conferência de Algeciras. A 30 de Agosto de 1910 foi nomeado embaixador extraordinário no Vaticano.
Foi pai do também diplomata Pedro Tovar de Lemos, que usou igualmente do título de Conde de Tovar, nascido em Paris a 4 de Janeiro de 1888, e falecido no Estoril a 15 de Novembro de 1961.
Morreu em Madrid a 11 de Novembro de 1917.

## Títulos e condecorações
A 10 de Abril de 1890 recebeu o título de Conde de Tovar, criado por decreto real de D. Luís I.
Pelos seus serviços foi ainda agraciado com as condecorações da Grã-Cruz da Ordem de Cristo e de Nossa Senhora da Conceição de Vila Viçosa; com a Ordem da Rosa; e com a Ordem de Carlos III.